# جيف بيرد
جيف بيرد (بالإنجليزية: Jeff Byrd)‏ هو لاعب كرة قاعدة أمريكي، ولد في 11 نوفمبر 1956 في لا ميسا في الولايات المتحدة.

## وصلات خارجية
- جيف بيرد على موقعبيزبول رفرنس.كوم (الدوري الرئيسي) (الإنجليزية)
- جيف بيرد على موقعبيزبول رفرنس.كوم (الدوري الثانوي) (الإنجليزية)
- جيف بيرد على موقع قاعة تينيسي للمشاهير الرياضية (الإنجليزية)